# 2022 a filmművészetben
2022 a filmművészetben a 2022-es év fontosabb filmes eseményeit tartalmazza az alábbiak szerint:

## Sikerfilmek
Forrás: Box Office Mojo, 2022 Worldwide Box Office
| #   | Cím                                      | Forgalmazó              | Bevétel              | Megjelenés   |
| --- | ---------------------------------------- | ----------------------- | -------------------- | ------------ |
| 1.  | Avatar: A víz útja                       | 20th Century Studios    | 2 295 354 563 dollár | december 16. |
| 2.  | Top Gun: Maverick                        | Universal Pictures      | 1 493 491 858 dollár | május 27.    |
| 3.  | Jurassic World: Világuralom              | Paramount Pictures      | 1 001 978 080 dollár | június 10.   |
| 4.  | Doctor Strange az őrület multiverzumában | The Walt Disney Studios | 955 775 804 dollár   | május 6.     |
| 5.  | Minyonok: Gru színre lép                 | Universal Pictures      | 939 628 210 dollár   | július 1.    |
| 6.  | Fekete Párduc 2.                         | The Walt Disney Studios | 858 796 010 dollár   | november 11. |
| 7.  | Batman                                   | Warner Bros. Pictures   | 770 945 583 dollár   | március 4.   |
| 8.  | Thor: Szerelem és mennydörgés            | The Walt Disney Studios | 760 928 081 dollár   | július 8.    |
| 9.  | Water Gate Bridge                        | Bona Film Group         | 626 571 697 dollár   | február 1.   |
| 10. | Csizmás, a kandúr: Az utolsó kívánság    | Universal Pictures      | 463 600 116 dollár   | december 22. |

### Sikerfilmek Magyarországon
Forrás: Box Office Mojo, Hungary Yearly Box Office
| #   | Cím                                      | Forgalmazó    | Bevétel          | Megjelenés   |
| --- | ---------------------------------------- | ------------- | ---------------- | ------------ |
| 1.  | Avatar: A víz útja                       | Fórum Hungary | 3 397 081 dollár | december 15. |
| 2.  | Top Gun: Maverick                        | UIP-Dunafilm  | 2 582 818 dollár | május 26.    |
| 3.  | Minyonok: Gru színre lép                 | UIP-Dunafilm  | 2 205 445 dollár | június 30.   |
| 4.  | Beugró a Paradicsomba                    | UIP-Dunafilm  | 1 935 194 dollár | október 6.   |
| 5.  | Thor: Szerelem és mennydörgés            | Fórum Hungary | 1 826 151 dollár | július 7.    |
| 6.  | Doctor Strange az őrület multiverzumában | Fórum Hungary | 1 659 363 dollár | május 5.     |
| 7.  | Jurassic World: Világuralom              | UIP-Dunafilm  | 1 592 917 dollár | június 9.    |
| 8.  | Uncharted                                | InterCom Zrt. | 1 519 538 dollár | február 10.  |
| 9.  | Az elveszett város                       | UIP-Dunafilm  | 1 325 667 dollár | április 21.  |
| 10. | Fekete Párduc 2.                         | Fórum Hungary | 1 157 443 dollár | november 10. |

## Filmbemutatók Magyarországon

### Január
| Dátum | Magyar cím                         | Eredeti cím                            | Filmstúdió                         | Rendező                              | Főszereplők |
| ----- | ---------------------------------- | -------------------------------------- | ---------------------------------- | ------------------------------------ | --- |
| 6.    | A kaptár – Raccoon City visszavár  | Resident Evil: Welcome to Raccoon City | Sony Pictures Releasing            | Johannes Roberts                     | Kaya Scodelario, Hannah John-Kamen, Robbie Amell, Tom Hopper, Avan Jogia, Donal Logue, Neal McDonough, Nathan Dales                                                                               |
| 6.    | Kilenc nap                         | Nine Days                              | Sony Pictures Classics             | Edson Oda                            | Winston Duke, Zazie Beetz, Benedict Wong, Tony Hale, Bill Skarsgård, David Rysdahl, Arianna Ortiz                                                                                                 |
| 6.    | Az unoka                           | –                                      | Fórum Hungary                      | Deák Kristóf                         | Blahó Gergely, Jordán Tamás, Jászberényi Gábor, Pogány Judit, Bárdos Judit, Döbrösi Laura, Papp János, Hámori Ildikó, Tordai Teri, Szalay Krisztina, Hűvösvölgyi Ildikó, Keszég László, Voith Ági |
| 6.    | Szörnyen boldog család 2.          | Monster Family 2                       | Warner Bros. Pictures              | Holger Tappe                         | Emily Watson, Jason Isaacs, Nick Frost, Jessica Brown Findlay, Catherine Tate, Ethan Rouse, Emily Carey                                                                                           |
| 6.    | Vaksötét 2.                        | Don't Breathe 2                        | Sony Pictures Releasing            | Rodo Sayagues                        | Stephen Lang, Brendan Sexton III, Madelyn Grace, Adam Young, Bobby Schofield |
| 13.   | 355                                | The 355                                | Universal Pictures                 | Simon Kinberg                        | Jessica Chastain, Lupita Nyong’o, Penélope Cruz, Diane Kruger, Bingbing Fan, Sebastian Stan, Édgar Ramírez                                                                                        |
| 13.   | A hős                              | Ghahreman                              | Amazon Studios                     | Aszhar Farhadi                       | Amir Jadidi, Mohsen Tanabandeh, Alireza Jahandideh, Sahar Goldoost, Fereshteh Sadr Orafaie, Sarina Farhadi                                                                                        |
| 13.   | Az észak királynője                | Margrete den første                    | SF Studios                         | Charlotte Sieling                    | Jakob Oftebro, Magnus Krepper, Annika Hallin, Trine Dyrholm, Simon J. Berger, Halldóra Geirharðsdóttir, Morten Hee Andersen, Søren Malling, Bjørn Floberg, Thomas W. Gabrielsson                  |
| 13.   | Sikoly                             | Scream 5                               | Paramount Pictures                 | Matt Bettinelli-Olpin, Tyler Gillett | Melissa Barrera, Mason Gooding, Jenna Ortega, Jack Quaid, Marley Shelton, Courteney Cox, David Arquette, Neve Campbell                                                                            |
| 13.   | Szexfantáziák                      | Les fantasmes                          | Gaumont Distribution               | David Foenkinos, Stéphane Foenkinos  | Denis Podalydès, Suzanne Clément, Mathys Barbedette, Pauline Clément, Gaël Kamilindi |
| 20.   | Gyűlölök és szeretek               | The Hating Game                        | Vertical Entertainment             | Peter Hutchings                      | Lucy Hale, Austin Stowell, Damon Daunno, Sakina Jaffrey, Corbin Bernsen |
| 20.   | A világ legrosszabb embere         | Verdens verste menneske                | NEON                               | Joachim Trier                        | Renate Reinsve, Anders Danielsen Lie, Herbert Nordrum |
| 20.   | Az én Rembrandtom                  | Mijn Rembrandt                         | Cineart                            | Oeke Hoogendijk                      | – |
| 20.   | Veszélyes                          | Dangerous                              | Lionsgate                          | David Hackl                          | Scott Eastwood, Tyrese Gibson, Famke Janssen, Kevin Durand, Mel Gibson |
| 27.   | Párhuzamos anyák                   | Madres paralelas                       | Sony Pictures Entertainment Iberia | Pedro Almodóvar                      | Penélope Cruz, Milena Smit, Israel Elejalde, Aitana Sánchez-Gijón, Rossy de Palma, Julieta Serrano                                                                                                |
| 27.   | A professzor és az őrült           | The Professor and the Madman           | Vertical Entertainment             | P. B. Shemran                        | Mel Gibson, Sean Penn, Natalie Dormer, Eddie Marsan, Jennifer Ehle, Jeremy Irvine, David O'Hara, Ioan Gruffudd, Stephen Dillane, Steve Coogan                                                     |
| 27.   | Anne Frank – Párhuzamos történetek | Anne Frank - Parallel Stories          | Nexo Digital                       | Sabina Fedeli                        | Helen Mirren (narrátor) |

### Február
| Dátum | Magyar cím                             | Eredeti cím                        | Filmstúdió               | Rendező                      | Főszereplők |
| ----- | -------------------------------------- | ---------------------------------- | ------------------------ | ---------------------------- | --- |
| 3.    | Ammonita                               | Ammonite                           | Lionsgate                | Francis Lee                  | Kate Winslet, Saoirse Ronan, Gemma Jones, James McArdle, Alec Secăreanu, Fiona Shaw |
| 3.    | A művészet templomai: Bernini          | –                                  | –                        | –                            | – |
| 3.    | Moonfall                               | Moonfall                           | Lionsgate                | Roland Emmerich              | Halle Berry, Patrick Wilson, John Bradley-West, Michael Peña, Charlie Plummer, Kelly Yu, Donald Sutherland                                                                                |
| 3.    | Rémálmok sikátora                      | Nightmare Alley                    | Searchlight Pictures     | Guillermo del Toro           | Bradley Cooper, Cate Blanchett, Toni Collette, Willem Dafoe, Richard Jenkins, Rooney Mara, Ron Perlman, Mary Steenburgen, David Strathairn                                                |
| 10.   | Mágikus állatok iskolája               | Die Schule der magischen Tiere     | Leonine Distribution     | Gregor Schnitzler            | Emilia Maier, Leonard Conrads, Loris Sichrovsky, Nadja Uhl, Justus von Dohnányi, Heiko Pinkowski, Marleen Lohse                                                                           |
| 10.   | Uncharted                              | Uncharted                          | Sony Pictures Releasing  | Ruben Fleischer              | Tom Holland, Mark Wahlberg, Sophia Ali, Tati Gabrielle, Antonio Banderas |
| 10.   | Vegyél el                              | Marry Me                           | Universal Pictures       | Kat Coiro                    | Jennifer Lopez, Owen Wilson, Maluma, John Bradley-West, Sarah Silverman |
| 17.   | Belle: A sárkány és a szeplős hercegnő | Ryū to Sobakasu no Hime            | Toho                     | Hoszoda Mamoru               | Kaho Nakamura, Ryō Narita, Shōta Sometani, Tina Tamashiro, Lilas Ikuta, Kōji Yakusho, Szató Takeru                                                                                        |
| 17.   | Fabian – A vég kezdete                 | Fabian oder Der Gang vor die Hunde | DCM Film Distribution    | Dominik Graf                 | Tom Schilling, Saskia Rosendahl, Albrecht Schuch, Aljoscha Stadelmann, Petra Kalkutschke, Oliver Reinhard, Michael Hanemann, Anne Bennent, Meret Becker                                   |
| 17.   | Halál a Níluson                        | Death on the Nile                  | 20th Century Studios     | Kenneth Branagh              | Tom Bateman, Annette Bening, Kenneth Branagh, Russell Brand, Ali Fazal, Dawn French, Gal Gadot, Armie Hammer, Rose Leslie, Emma Mackey, Sophie Okonedo, Jennifer Saunders, Letitia Wright |
| 22.   | Mindörökké                             | –                                  | Vertigo Média Kft.       | Pálfi György                 | Polgár Tamás, Ubrankovics Júlia, Menszátor Héresz Attila, Érsek-Obádovics Mercédesz |
| 24.   | Főzőklub                               | Madklubben                         | Danish Film Institute    | Barbara Topsøe-Rothenborg    | Stina Ekblad, Karoline Hamm, Kirsten Olesen, Rasmus Botoft, Troels Lyby, Peter Hesse Overgaard                                                                                            |
| 24.   | Belfast                                | Belfast                            | Universal Pictures       | Kenneth Branagh              | Caitríona Balfe, Judi Dench, Jamie Dornan, Ciarán Hinds, Colin Morgan, Jude Hill |
| 24.   | Katonadolog                            | Dog                                | United Artists Releasing | Channing Tatum, Reid Carolin | Channing Tatum, Jane Adams, Kevin Nash, Q'orianka Kilcher, Ethan Suplee, Emmy Raver-Lampman, Bill Burr                                                                                    |

### Március
| Dátum | Magyar cím                                | Eredeti cím                               | Filmstúdió                                        | Rendező                     | Főszereplők |
| ----- | ----------------------------------------- | ----------------------------------------- | ------------------------------------------------- | --------------------------- | --- |
| 3.    | Batman                                    | The Batman                                | Warner Bros. Pictures                             | Matt Reeves                 | Robert Pattinson, Zoë Kravitz, Paul Dano, Jeffrey Wright, John Turturro, Peter Sarsgaard, Andy Serkis, Colin Farrell                        |
| 3.    | Chiara története                          | A Chiara                                  | MK2 Films                                         | Jonas Carpignano            | Swamy Rotolo, Claudio Rotolo, Grecia Rotolo, Carmela Fumo                                                                                   |
| 3.    | Tíz perc múlva három                      | –                                         | –                                                 | Dézsy Zoltán                | Andorai Péter Krisztián, Vészabó Noémi, Kassai Ilona, Pánovics Rajmund, Dézsy Zoltán, Farkas Viktória                                       |
| 3.    | Legendárium – Mesék Székelyföldről        | –                                         | ADS Service Kft.                                  | Fazakas Szabolcs            | – |
| 10.   | Menekülés                                 | Flugt                                     | Neon                                              | Jonas Poher Rasmussen       | Amin Nawabi, Belal Faiz, Zahra Mehrwarz, Sadia Faiz                                                                                         |
| 10.   | Pirula Panda                              | Turning Red                               | Pixar Animation Studios                           | Domee Shi                   | Rosalie Chiang, Sandra Oh, Ava Morse, Maitreyi Ramakrishnan, Hyein Park, Orion Lee, Wai Ching Ho, James Hong                                |
| 12.   | BTS: Permission to Dance on Stage – Seoul | BTS: Permission to Dance on Stage – Seoul | –                                                 | –                           | BTS |
| 17.   | Péter meseországban                       | Moonbound                                 | Warner Bros.Warner Bros. Film Productions Germany | Ali Samadi Ahadi            | Aleks Le, Howard Nightingall, Lilian Gartner, Raphael von Bargen, Drew Sarich, Cindy Robinson                                               |
| 17.   | A művészet templomai: Palladio            | Palladio                                  | Magnitudo                                         | Giacomo Gatti               | – |
| 17.   | C’mon C’mon – Az élet megy tovább         | C'mon C'mon                               | A24                                               | Mike Mills                  | Joaquin Phoenix, Gaby Hoffmann, Scoot McNairy, Molly Webster, Woody Norman                                                                  |
| 17.   | Út a díjesőig                             | Competencia oficial                       | Buena Vista International                         | Gastón Duprat, Mariano Cohn | Antonio Banderas, Penélope Cruz, Oscar Martínez, José Luis Gómez, Nagore Aranburu, Irene Escolar, Manolo Solo, Pilar Castro, Koldo Olabarri |
| 17.   | Vezess helyettem                          | Doraibu mai kâ                            | Culture Entertainment                             | Hamagucsi Rjúszuke          | Nisidzsima Hidetosi, Miura Tóko, Kirisima Reika, Park Yurim, Jin Dae-yeon, Sonia Yuan, Ahn Hwitae, Perry Dizon, Satoko Abe, Okada Maszaki   |
| 17.   | Kilakoltatás                              | –                                         | Budapest Film                                     | Fazekas Máté                | Orosz Ákos, Nagy Mari, Mészáros Blanka, Láng Annamária, Znamenák István                                                                     |
| 17.   | Melegvizek országa                        | –                                         | Álomvadász Kft.                                   | Igor Buharov, Ivan Buharov  | Bagdi István, Cserhalmi György, Kecskés Karina, Thuróczy Szabolcs, Török-Illyés Orsolya, Hajdu Szabolcs                                     |
| 24.   | Licorice Pizza                            | Licorice Pizza                            | Universal Pictures                                | Paul Thomas Anderson        | Alana Haim, Cooper Hoffmann, Sean Penn, Tom Waits, Bradley Cooper, Benny Safdie                                                             |
| 24.   | A rosszfiúk                               | The Bad Guys                              | Universal Pictures                                | Pierre Perifel              | Sam Rockwell, Marc Maron, Craig Robinson, Anthony Ramos, Awkwafina, Richard Ayoade, Zazie Beetz, Lilly Singh, Alex Borstein                 |
| 24.   | Kivándorlók                               | Utvandrarna                               | Film i Västerbotten                               | Erik Poppe                  | Gustaf Skarsgård, Sofia Helin, Lisa Carlehed, Stig Henrik Hoff, Tove Lo                                                                     |
| 31.   | Intenzív találkozások                     | La fracture                               | Le Pacte                                          | Catherine Corsini           | Valeria Bruni Tedeschi, Marina Foïs, Pio Marmaï, Jean-Louis Coulloc'h, Aïssatou Diallo Sagna                                                |
| 31.   | Minden rendben ment                       | Tout s'est bien passé                     | Diaphana Distribution                             | François Ozon               | Sophie Marceau, André Dussollier, Géraldine Pailhas, Charlotte Rampling, Hanna Schygulla, Éric Caravaca, Grégory Gadebois                   |
| 31.   | Szuperhősök                               | Supereroi                                 | Medusa Film                                       | Paolo Genovese              | Alessandro Borghi, Jasmine Trinca, Vinicio Marchioni, Greta Scarano, Elena Sofia Ricci                                                      |
| 31.   | Foglalkozása: szülő                       | Les 2 Alfred                              | Canal+                                            | Bruno Podalydès             | Sandrine Kiberlain, Denis Podalydès, Bruno Podalydès, Yann Frisch, Leslie Menu                                                              |
| 31.   | Morbius                                   | Morbius                                   | Sony Pictures Releasing                           | Daniel Espinosa             | Jared Leto, Matt Smith, Adria Arjona, Jared Harris, Al Madrigal, Tyrese Gibson                                                              |

### Április
| Dátum | Magyar cím                          | Eredeti cím                                 | Filmstúdió                | Rendező                    | Főszereplők |
| ----- | ----------------------------------- | ------------------------------------------- | ------------------------- | -------------------------- | --- |
| 7.    | Rohammentő                          | Ambulance                                   | Universal Pictures        | Michael Bay                | Jake Gyllenhaal, Yahya Abdul-Mateen II, Eiza González, Keir O’Donnell, Garret Dillahunt                                               |
| 7.    | Sonic, a sündisznó 2.               | Sonic the Hedgehog 2                        | Paramount Pictures        | Jeff Fowler                | James Marsden, Ben Schwartz, Tika Sumpter, Natasha Rothwell, Adam Pally, Shemar Moore, Idris Elba, Jim Carrey                         |
| 7.    | Szelíd                              | –                                           | Vertigo Média Kft.        | Csuja László, Nemes Anna   | Csonka Eszter, Turós György, Krisztik Csaba, Kerekes Éva, Papp János                                                                  |
| 14.   | Ahol a nap felkel Párizsban         | Les Olympiades, Paris 13e                   | Memento                   | Jacques Audiard            | Lucie Zhang, Makita Samba, Noémie Merlant, Jehnny Beth                                                                                |
| 14.   | Arany                               | Gold                                        | Madman Entertainment      | Anthony Hayes              | Zac Efron, Susie Porter, Anthony Hayes, Andreas Sobik                                                                                 |
| 14.   | Bergman szigete                     | Bergman Island                              | Les films du losange      | Mia Hansen-Løve            | Vicky Krieps, Tim Roth, Mia Wasikowska, Anders Danielsen Lie, Hampus Nordenson                                                        |
| 14.   | Legendás állatok: Dumbledore titkai | Fantastic Beasts: The Secrets of Dumbledore | Warner Bros. Pictures     | David Yates                | Eddie Redmayne, Jude Law, Ezra Miller, Dan Fogler, Alison Sudol, Callum Turner, Jessica Williams, Katherine Waterston, Mads Mikkelsen |
| 14.   | Nyuszi suli – A húsvét mentőakció   | Die Häschenschule 2 - Der große Eierklau    | Leonine Distribution      | Ute von Münchow-Pohl       | Senta Berger, Friedrich von Thun, Jule Böwe, Katharina Straßer, Noah Levi                                                             |
| 20.   |                                     | Seventeen Power of Love: The Movie          | –                         | Oh Yoon-Dong               | Seventeen |
| 21.   | Minden, mindenhol, mindenkor        | Everything Everywhere All at Once           | A24                       | Dan Kwan, Daniel Scheinert | Michelle Yeoh, Ke Huy Quan, Stephanie Hsu, Jenny Slate, Harry Shum Jr., James Hong, Jamie Lee Curtis                                  |
| 21.   | Az elveszett város                  | Lost City                                   | Paramount Pictures        | Adam Nee, Aaron Nee        | Sandra Bullock, Channing Tatum, Daniel Radcliffe, Da’Vine Joy Randolph, Brad Pitt                                                     |
| 21.   | Cyrano                              | Cyrano                                      | Universal Pictures        | Joe Wright                 | Peter Dinklage, Haley Bennett, Kelvin Harrison Jr., Ben Mendelsohn, Bashir Salahuddin                                                 |
| 21.   | Dalai Láma – Egy felemelő történet  | Upper Story                                 | Makarampa                 | Alessandra Pedrotti Catoni | – |
| 21.   | Hol van Anne Frank?                 | Where is Anne Frank?                        | Wild Bunch                | Ari Folman                 | Ruby Stokes, Emily Carey, Sebastian Croft, Ralph Prosser, Michael Maloney                                                             |
| 21.   | Húsvét a képzőművészetben           | Exhibition                                  | –                         | Phil Grabsky               | – |
| 21.   | Katonafeleségek                     | Military Wives                              | Lionsgate                 | Peter Cattaneo             | Kristin Scott Thomas, Sharon Horgan, Jason Flemyng, Greg Wise, Emma Lowndes                                                           |
| 27.   | Mick Fleetwood és barátai           | Mick Fleetwood & Friends                    | CinemaLive                | Martyn Atkins              | Kirk Hammett, Steven Tyler, David Gilmour                                                                                             |
| 28.   | Oltári tévedések                    | Per tutta la vita                           | 01 Distribution           | Paolo Costella             | Ambra Angiolini, Luca Bizzarri, Carolina Crescentini, Claudia Gerini, Paolo Kessisoglu                                                |
| 28.   | Downton Abbey: Egy új korszak       | Downton Abbey: A New Era                    | Universal Pictures        | Simon Curtis               | Hugh Bonneville, Elizabeth McGovern, Maggie Smith, Michelle Dockery, Laura Carmichael, Jim Carter, Phyllis Logan                      |
| 28.   | Mindenki utálja Johant              | Alle hater Johan                            | Nordisk Film Distribusjon | Hallvar Witzø              | Pål Sverre Hagen, Ingrid Bolsø Berdal, Ine F. Jansen, John F. Brungot, Paul-Ottar Haga                                                |

### Május
| Dátum | Magyar cím                                               | Eredeti cím                                 | Filmstúdió                    | Rendező                        | Főszereplők |
| ----- | -------------------------------------------------------- | ------------------------------------------- | ----------------------------- | ------------------------------ | --- |
| 5.    | Camelot – Harcok trónja                                  | Kaamelott - Premier volet                   | SND Films                     | Alexandre Astier               | Alexandre Astier, Lionnel Astier, Anne Girouard, Thomas Cousseau, Frank Pitiot, Jean-Christophe Hembert, Audrey Fleurot, Jacques Chambon, Sting |
| 5.    | Doctor Strange az őrület multiverzumában                 | Doctor Strange in the Multiverse of Madness | Walt Disney Studios           | Sam Raimi                      | Benedict Cumberbatch, Elizabeth Olsen, Chiwetel Ejiofor, Benedict Wong, Xochitl Gomez, Michael Stuhlbarg, Rachel McAdams                        |
| 5.    | Kis lecke a szerelemről                                  | Petite lecon d´amour                        | Blue Monday Productions       | Ève Deboise                    | Pierre Deladonchamps, Laetitia Dosch, Lorette Nyssen                                                                                            |
| 5.    | Pipiána Hoppsz és a Sötétség Hörcsöge                    | Chickenhare and the Hamster of Darkness     | AGC International             | Ben Stassen, Benjamin Mousquet | Danny Fehsenfeld, Joe Ochman, Mark Irons, Donte Paris                                                                                           |
| 5.    | Soha, néha, mindig                                       | Never Rarely Sometimes Always               | Universal Pictures            | Eliza Hittman                  | Sidney Flanigan, Talia Ryder, Théodore Pellerin, Ryan Eggold, Sharon Van Etten                                                                  |
| 12.   | Az egér legjobb barátja                                  | I mysi patrí do nebe                        | Stowarzyszenie Nowe Horyzonty | Jan Bubenícek, Denisa Grimmová | Beata Wyrabkiewicz, Karol Jankiewicz, Damian Kulec, Klaudiusz Kaufmann, Monika Wierzbicka                                                       |
| 12.   | A gigantikus tehetség elviselhetetlen súlya              | The Unbearable Weight of Massive Talent     | Lionsgate                     | Tom Gormican                   | Nicolas Cage, Pedro Pascal, Sharon Horgan, Ike Barinholtz, Alessandra Mastronardi, Jacob Scipio, Neil Patrick Harris, Tiffany Haddish           |
| 12.   | Katinka                                                  | –                                           | InterCom Zrt.                 | Pálinkás Norbert               | Hosszú Katinka |
| 12.   | Tűzgyújtó                                                | Firestarter                                 | Universal Pictures            | Keith Thomas                   | Zac Efron, Ryan Kiera Armstrong, Sydney Lemmon, Kurtwood Smith, John Beasley, Michael Greyeyes, Gloria Reuben                                   |
| 19.   | Az Északi                                                | The Northman                                | Universal Pictures            | Robert Eggers                  | Alexander Skarsgård, Nicole Kidman, Claes Bang, Anya Taylor-Joy, Ethan Hawke, Björk, Willem Dafoe                                               |
| 19.   | A művészet templomai – Tutanhamon: A legújabb kiállítás  | Tutankhamun: The Last Exhibition            | Nexo Digital                  | Ernesto Pagano                 | Manuel Agnelli (narrátor), Iggy Pop (narrátor)                                                                                                  |
| 19.   | Boszorkányház                                            | –                                           | Romis Mozi                    | Nyíri Kovács István            | Bakos Éva, Fazakas Júlia, Kuna Kata, Mészáros Piroska, Nagypál Gábor                                                                            |
| 19.   | Lányok Dubajban                                          | Dziewczyny z Dubaju                         | Kino Swiat                    | Maria Sadowska                 | Paulina Galazka, Katarzyna Figura, Olga Kalicka, Giulio Berruti, Katarzyna Sawczuk                                                              |
| 19.   | Twenty One Pilots: Cinema Experience – Rendezői változat | Twenty One Pilots: Cinema Experience        | –                             | Jason Zada                     | Tyler Joseph, Josh Dun |
| 19.   | Bazi nagy francia lagzik 3.                              | Qu'est-ce qu'on a tous fait au Bon Dieu?    | Les Films du 24               | Philippe de Chauveron          | Christian Clavier, Chantal Lauby, Ary Abittan, Medi Sadoun, Frédéric Chau                                                                       |
| 26.   | Damsel                                                   | Damsel                                      | Magnolia Pictures             | David Zellner                  | Robert Pattinson, Mia Wasikowska, Robert Forster, Gabe Casdorph, David Zellner                                                                  |
| 26.   | Top Gun: Maverick                                        | Top Gun: Maverick                           | Paramount Pictures            | Joseph Kosinski                | Tom Cruise, Miles Teller, Jennifer Connelly, Jon Hamm, Glen Powell, Lewis Pullman, Ed Harris, Val Kilmer                                        |
| 26.   | Zanox – Kockázatok és mellékhatások                      | –                                           | Mozinet                       | Baranyi Gábor Benő             | Bálint Előd, Erdős Lili, Hozák Kevin, Radvánszki Ronett, Hatházi András                                                                         |

### Június
| Dátum | Magyar cím                                            | Eredeti cím                           | Filmstúdió                          | Rendező            | Főszereplők |
| ----- | ----------------------------------------------------- | ------------------------------------- | ----------------------------------- | ------------------ | --- |
| 2.    | Szerelmes nehézfiúk                                   | Cette musique ne joue pour personne   | Single Man Productions              | Samuel Benchetrit  | Vanessa Paradis, Gustave Kervern, François Damiens, Bouli Lanners, Ramzy Bédia                                         |
| 2.    | A kis Nicolas és az elveszett kincs                   | Le Trésor du Petit Nicolas            | Curiosa Films                       | Julien Rappeneau   | Ilan Debrabant, Jean-Paul Rouve, Audrey Lamy, Pierre Arditi, Grégory Gadebois                                          |
| 2.    | Badman – A nagyon sötét lovag                         | Super-héros malgré lui                | StudioCanal                         | Philippe Lacheau   | Julien Arruti, Tarek Boudali, Élodie Fontan, Alice Dufour, Philippe Lacheau                                            |
| 2.    | Hold 66                                               | Selini, 66 erotiseis                  | Danaos                              | Jacqueline Lentzou | Lazaros Georgakopoulos, Nikos Hanakoulas, Kaiti Ibrohori, Sofia Kokkali, Peter Rundle                                  |
| 9.    | A játszma                                             | –                                     | InterCom Zrt.                       | Fazakas Péter      | Kulka János, Nagy Zsolt, Hámori Gabriella, Scherer Péter, Staub Viktória                                               |
| 9.    | Az árva                                               | Parwareshghah                         | Rouge Distribution                  | Shahrbanoo Sadat   | Hasibullah Rasooli, Masihullah Feraji, Qodratollah Qadiri, Sediqa Rasuli, Anwar Hashimi                                |
| 9.    | Főzőtanfolyam (újra)kezdőknek                         | Tisdagsklubben                        | SF Studios                          | Annika Appelin     | Marie Richardson, Peter Stormare, Björn Kjellman, Ida Engvoll, Carina M. Johansson                                     |
| 9.    | Jurassic World: Világuralom                           | Jurassic World: Dominion              | Universal Pictures                  | Colin Trevorrow    | Chris Pratt, Bryce Dallas Howard, Laura Dern, Jeff Goldblum, Sam Neill, DeWanda Wise, Mamoudou Athie, BD Wong, Omar Sy |
| 11.   | A szerenád                                            | –                                     | SzeretFilm Stúdió Egyesület         | Máté P. Gábor      | Szelle Dávid, Buvári Lilla, Módri Györgyi, Kricsár Kamill, Langer Soma                                                 |
| 16.   | A keltetés                                            | Pahanhautoja                          | IFC Midnight                        | Hanna Bergholm     | Siiri Solalinna, Sophia Heikkilä, Jani Volanen, Reino Nordin, Saija Lentonen                                           |
| 16.   | Lightyear                                             | Lightyear                             | Walt Disney Studios Motion Pictures | Angus MacLane      | Chris Evans, Keke Palmer, Peter Sohn, James Brolin, Taika Waititi, Dale Soules, Uzo Aduba                              |
| 23.   | Elvis                                                 | Elvis                                 | Warner Bros. Pictures               | Baz Luhrmann       | Austin Butler, Tom Hanks, Helen Thomson, Richard Roxburgh, Olivia DeJonge                                              |
| 23.   | Fekete telefon                                        | The Black Phone                       | Universal Pictures                  | Scott Derrickson   | Ethan Hawke, Mason Thames, Madeleine McGraw, Jeremy Davies, James Ransone                                              |
| 23.   | Kung Fu Zohra                                         | Kung Fu Zohra                         | Gaumont                             | Mabrouk El Mechri  | Sabrina Ouazani, Ramzy Bedia, Eye Haidara, Tien Shue, Lina Hachani                                                     |
| 30.   | Egy zseni látomásai – Hieronymus Bosch különös világa | The Curious World of Hieronymus Bosch | Seventh Art Productions             | David Bickerstaff  | – |
| 30.   | Minyonok: Gru színre lép                              | Minions: The Rise of Gru              | Universal Pictures                  | Kyle Balda         | Steve Carell, Pierre Coffin, Taraji P. Henson, Michelle Yeoh, RZA, Jean-Claude Van Damme, Lucy Lawless, Julie Andrews  |

### Július
| Dátum | Magyar cím                                 | Eredeti cím                                  | Filmstúdió                          | Rendező                 | Főszereplők |
| ----- | ------------------------------------------ | -------------------------------------------- | ----------------------------------- | ----------------------- | --- |
| 7.    | A jó főnök                                 | El buen patrón                               | The Mediapro Studio                 | Fernando León de Aranoa | Javier Bardem, Manolo Solo, Almudena Amor, Óscar de la Fuente, Sonia Almarcha, Fernando Albizu, Tarik Rmili, Rafa Castejón, Celso Bugallo                 |
| 7.    | Thor: Szerelem és mennydörgés              | Thor: Love and Thunder                       | Walt Disney Studios Motion Pictures | Taika Waititi           | Chris Hemsworth, Christian Bale, Tessa Thompson, Jaimie Alexander, Taika Waititi, Russell Crowe, Natalie Portman                                          |
| 14.   | Bezárva                                    | Shut In                                      | The Daily Wire                      | D. J. Caruso            | Rainey Qualley, Jake Horowitz, Luciana VanDette, Vincent Gallo, Aidan Steimer                                                                             |
| 14.   | Legeslegjobb szülinap                      | Best Birthday Ever                           | Slugger Film AB                     | Michael Ekbladh         | Jonathan Bailey, Jennifer Saunders, Adrian Edmondson, Harry Capper Wright, Ahmed Max                                                                      |
| 14.   | Rimini                                     | Rimini                                       | Arte France Cinéma                  | Ulrich Seidl            | Michael Thomas, Tessa Göttlicher, Hans-Michael Rehberg, Inge Maux, Claudia Martini                                                                        |
| 21.   | A hónap dolgozója                          | Irréductible                                 | Macadam Films                       | Jérôme Commandeur       | Jérôme Commandeur, Pascale Arbillot, Malik Bentalha, Karina Beuthe Orr, Nicole Calfan                                                                     |
| 21.   | Az Arthur-átok                             | Arthur, malédiction                          | EuropaCorp Distribution             | Barthélemy Grossmann    | Mathieu Berger, Thalia Besson, Lola Andreoni, Mikaël Halimi, Yann Mendy, Jade Pedri, Vadim Agid, Marceau Ebersolt                                         |
| 21.   | Gyilkos party                              | Murder Party                                 | France 3 Cinéma                     | Nicolas Pleskof         | Alice Pol, Eddy Mitchell, Miou-Miou, Pablo Pauly, Gustave Kervern                                                                                         |
| 21.   | Stúdió 666                                 | Studio 666                                   | Open Road Films                     | B. J. McDonnell         | Dave Grohl, Taylor Hawkins, Rami Jaffee, Nate Mendel, Chris Shiflett, Pat Smear, Whitney Cummings, Leslie Grossman, Will Forte, Jenna Ortega, Jeff Garlin |
| 21.   | Egy anya George W. Bushsal szemben         | Rabiye Kurnaz vs. George W. Bush             | Pandora Film Verleih                | Andreas Dresen          | Meltem Kaptan, Alexander Scheer, Charly Hübner, Nazmi Kirik, Sevda Polat                                                                                  |
| 28.   | Vörös rakéta                               | Red Rocket                                   | A24                                 | Sean Baker              | Simon Rex, Bree Elrod, Suzanna Son, Brenda Deiss, Judy Hill                                                                                               |
| 28.   | A modern kert festői: Monet-tól Matisse-ig | Painting the Modern Garden: Monet to Matisse | Seventh Art Productions             | David Bickerstaff       | – |
| 28.   | Bunker Game – Legbelső félelem             | The Bunker Game                              | Eagle Pictures                      | Roberto Zazzara         | Gaia Weiss, Lorenzo Richelmy, Mark Ryder, Tudor Istodor, Makita Samba                                                                                     |
| 28.   | DC Szuperállatok Ligája                    | DC League of Super-Pets                      | Warner Bros. Pictures               | Jared Stern             | Dwayne Johnson, Kevin Hart, Kate McKinnon, John Krasinski, Vanessa Bayer, Natasha Lyonne, Diego Luna, Thomas Middleditch, Ben Schwartz, Keanu Reeves      |

### Augusztus
| Dátum | Magyar cím                                                        | Eredeti cím                      | Filmstúdió            | Rendező                                  | Főszereplők |
| ----- | ----------------------------------------------------------------- | -------------------------------- | --------------------- | ---------------------------------------- | --- |
| 4.    | Együtt kezdtük                                                    | —                                | InterCom Zrt.         | Kerékgyártó Yvonne                       | Jakab Balázs, Mosolygó Sára, Kövesi Zsombor, Kanyó Kata, Lelkes Botond, Koós Boglárka, Nagy Márk, Mészöly Anna, Hrisztov Toma                           |
| 4.    | A gyilkos járat                                                   | Bullet Train                     | Columbia Pictures     | David Leitch                             | Brad Pitt, Joey King, Aaron Taylor-Johnson, Brian Tyree Henry, Andrew Koji, Szanada Hirojuki, Michael Shannon, Benito A Martínez Ocasio, Sandra Bullock |
| 11.   | Családból is megárt a sok 2.: Irány Portugália!                   | Joyeuse Retraite! 2              | Les Films Manuel Munz | Fabrice Bracq                            | Michèle Laroque, Thierry Lhermitte, Constance Labbé, Nicolas Martinez, Nicole Ferroni                                                                   |
| 11.   | Fenevad                                                           | Beast                            | Universal Pictures    | Baltasar Kormákur                        | Idris Elba, Sharlto Copley, Iyana Halley, Leah Sava Jeffries, Riley Keough                                                                              |
| 11.   | Mia és én: Szintópia hőse                                         | Mia and me: The Hero of Centopia | Constantin Film       | Adam Gunn, Matthias Temmermans           | Julian Maroun, Bettina Kenney, Margot Nuccetelli, Madeleine Levins, James Dyke                                                                          |
| 11.   | Svindler                                                          | The Card Counter                 | Focus Features        | Paul Schrader                            | Oscar Isaac, Tiffany Haddish, Tye Sheridan, Willem Dafoe, Alexander Babara                                                                              |
| 18.   | Ahol a folyami rákok énekelnek                                    | Where the Crawdads Sing          | Columbia Pictures     | Olivia Newman                            | Daisy Edgar-Jones, Taylor John Smith, Harris Dickinson, Michael Hyatt, Sterling Macer, Jr., David Strathairn                                            |
| 18.   | Nem                                                               | Nope                             | Universal Pictures    | Jordan Peele                             | Daniel Kaluuya, Keke Palmer, Steven Yeun, Brandon Perea, Michael Wincott                                                                                |
| 18.   | Nevem Zlatan                                                      | Jag är Zlatan                    | Nordisk Film          | Jens Sjögren                             | Granit Rushiti, Cedomir Glisovic, Merima Dizdarevic, Håkan Bengtsson, Linda Haziri                                                                      |
| 18.   | Született hazudozó                                                | Menteur                          | Les Films Séville     | Émile Gaudreault                         | Louis-José Houde, Antoine Bertrand, Véronique Le Flaguais, Anne-Élisabeth Bossé, Geneviève Schmidt                                                      |
| 25.   | Exhibition: Leány gyöngy fülbevalóval és más kincsek Hollandiából | Exhibition on Screen             | —                     | Phil Grabsky                             | – |
| 25.   | Miután boldogok leszünk                                           | After Ever Happy                 | Voltage Pictures      | Castille Landon                          | Josephine Langford, Hero Fiennes Tiffin, Chance Perdomo, Louise Lombard, Kiana Madeira                                                                  |
| 25.   | Szia, Életem!                                                     | —                                | Filmsquad             | Rohonyi Gábor, Vékes Csaba               | Thuróczy Szabolcs, Mucsi Zoltán, Básti Juli, Kovács Patrícia, Vékes Csaba, Tasnádi Bence, Pálmai Anna                                                   |
| 25.   | Tomboló blöki                                                     | Paws of Fury: The Legend of Hank | Paramount Pictures    | Rob Minkoff, Mark Koetsier, Chris Bailey | Michael Cera, Ricky Gervais, Mel Brooks, George Takei, Aasif Mandvi, Gabriel Iglesias, Djimon Hounsou, Michelle Yeoh, Samuel L. Jackson                 |

### Szeptember
| Dátum | Magyar cím                                    | Eredeti cím                     | Filmstúdió                           | Rendező                       | Főszereplők |
| ----- | --------------------------------------------- | ------------------------------- | ------------------------------------ | ----------------------------- | --- |
| 1.    | Rosszkor, rossz helyen                        | Wrong Place                     | Vertical Entertainment               | Mike Burns                    | Ashley Greene, Mohammad Albaaj, Bruce Willis, Michael Sirow, Texas Battle, Stacey Danger, Massi Furlan                                                                            |
| 1.    | A meghívás                                    | The Invitation                  | Sony Pictures Releasing              | Jessica M. Thompson           | Nathalie Emmanuel, Thomas Doherty, Stephanie Corneliussen, Alana Boden, Courtney Taylor, Hugh Skinner Sean Pertwee                                                                |
| 1.    | Hamupipőke három kívánsága                    | Tre nøtter til Askepott         | Storm Films                          | Cecilie Mosli                 | Astrid Smeplass, Cengiz Al, Ellen Dorrit Petersen, Thorbjørn Harr, Nils Jørgen Kaalstad, Kristofer Hivju                                                                          |
| 1.    | Minden jót, Leo Grande                        | Good Luck to You, Leo Grande    | Lionsgate                            | Sophie Hyde                   | Emma Thompson, Daryl McCormack, Isabella Laughland, Charlotte Ware, Carina Lopes                                                                                                  |
| 1.    | Ott torony volt                               | –                               | Cirko Film                           | Kécza András                  | – |
| 8.    | Alienoid                                      | 외계+인 1부                     | CJ E&M                               | Cshö Donghun                  | Rju Dzsunjol, Kim Ubin, Kim Theri, Szo Dzsiszop, Yum Jung-ah, Jo Woo-jin, Kim Iszong                                                                                              |
| 8.    | Csodálatos teremtmények                       | Berdreymi                       | Join Motion Pictures                 | Guðmundur Arnar Guðmundsson   | Birgir Dagur Bjarkason, Áskell Einar Pálmason, Viktor Benóný Benediktsson, Snorri Rafn Frímannsson, Anita Briem                                                                   |
| 8.    | Fiatal szeretők                               | Les jeunes amants               | Karé Productions                     | Carine Tardieu                | Fanny Ardant, Melvil Poupaud, Cécile de France, Florence Loiret Caille, Sharif Andoura                                                                                            |
| 8.    | Háromezer év vágyakozás                       | Three Thousand Years of Longing | Metro-Goldwyn-Mayer                  | George Miller                 | Idris Elba, Tilda Swinton, Aamito Lagum, Burcu Gölgedar, Matteo Bocelli |
| 8.    | Ők                                            | Men                             | A24                                  | Alex Garland                  | Jessie Buckley, Rory Kinnear, Paapa Essiedu, Gayle Rankin, Sarah Twomey |
| 8.    | Védelem alatt                                 | –                               | Nemzeti Média- és Hírközlési Hatóság | Schwechtje Mihály             | – |
| 15.   | Exhibition on Screen: A félreismert Raffaello | Exhibition on Screen            | –                                    | David Bickerstaff             | – |
| 15.   | King – Egy kis oroszlán nagy kalandja         | King                            | Pathé                                | David Moreau                  | Gérard Darmon, Lou Lambrecht, Léo Lorléac'h, Thibault de Montalembert, Clémentine Baert                                                                                           |
| 15.   | Magyar hangja…                                | –                               | Vertigo Média Kft.                   | Csapó András                  | Molnár Piroska, Szacsvay László, Bogdányi Titanilla, Csankó Zoltán, Csőre Gábor                                                                                                   |
| 15.   | Nyugati nyaralás                              | –                               | Fórum Hungary                        | Lévai Balázs, Tiszeker Dániel | Mészáros Máté, Pokorny Lia, Szőke Abigél, Tóth Mátyás, Patkós Márton |
| 22.   | Bereményi kalapja                             | –                               | Filmworks                            | Papp Gábor Zsigmond           | Bereményi Géza, Járai Márk, Cserhalmi György, Gödrös Frigyes, Can Togay |
| 22.   | Családi legendák                              | –                               | Pannonia Entertainment Ltd.          | Glaser Katalin                | – |
| 22.   | Elátkozott barlang                            | Zakliata jaskyna                | Attack Film                          | Mariana Čengel Solčanská      | Marko Igonda, Táňa Pauhofová, Karel Dobrý, Martina Zábranská, Ondřej Kraus |
| 22.   | Magasságok és mélységek                       | —                               | –                                    | Csoma Sándor                  | Pál Emőke, Trill Zsolt |
| 22.   | Nincs baj, drágám                             | Don't Worry Darling             | Warner Bros. Pictures                | Olivia Wilde                  | Florence Pugh, Harry Styles, Olivia Wilde, Gemma Chan, KiKi Layne, Nick Kroll, Chris Pine                                                                                         |
| 29.   | Mennem kell                                   | Strahinja Banovic               | ArtMattan Productions                | Stefan Arsenijevic            | Ibrahim Koma, Nancy Mensah-Offei, Maxim Khalil, Rami Farah, Nebojsa Dugalic |
| 29.   | Ecc, pecc, ki lehetsz?                        | See How They Run                | Searchlight Pictures                 | Tom George                    | Sam Rockwell, Saoirse Ronan, Adrien Brody, Ruth Wilson, Reece Shearsmith, Harris Dickinson, David Oyelowo                                                                         |
| 29.   | Esemény                                       | L'événement                     | Wild Bunch                           | Audrey Diwan                  | Anamaria Vartolomei, Kacey Mottet Klein, Sandrine Bonnaire, Louise Orry-Diquero, Louise Chevillotte, Pio Marmaï, Anna Mouglalis, Fabrizio Rongione, Luàna Bajrami, Leonor Oberson |
| 29.   | Mosolyogj                                     | Smile                           | Paramount Pictures                   | Parker Finn                   | Sosie Bacon, Jessie T. Usher, Kyle Gallner, Caitlin Stasey, Kal Penn, Rob Morgan                                                                                                  |
| 29.   | Peter von Kant                                | Peter von Kant                  | Diaphana                             | François Ozon                 | Denis Ménochet, Isabelle Adjani, Khalil Gharbia, Hanna Schygulla, Stéfan Crépon, Aminthe Audiard                                                                                  |

### Október
| Dátum | Magyar cím                                     | Eredeti cím                             | Filmstúdió                  | Rendező                 | Főszereplők |
| ----- | ---------------------------------------------- | --------------------------------------- | --------------------------- | ----------------------- | --- |
| 6.    | A művészet templomai: Napóleon 200             | Napoleon - In the Name of Art           | –                           | Giovanni Piscaglia      | Jeremy Irons (narrátor) |
| 6.    | A szomorúság háromszöge                        | Triangle of Sadness                     | SF Studios                  | Ruben Östlund           | Harris Dickinson, Charlbi Dean, Woody Harrelson, Dolly de Leon, Zlatko Burić |
| 6.    | Beugró a Paradicsomba                          | Ticket to Paradise                      | Universal Pictures          | Ol Parker               | George Clooney, Julia Roberts, Kaitlyn Dever, Maxime Bouttier, Billie Lourd |
| 6.    | Egy szép reggelen                              | Un beau matin                           | Les films du losange        | Mia Hansen-Løve         | Léa Seydoux, Melvil Poupaud, Pascal Greggory, Nicole Garcia, Camille Leban Martins |
| 6.    | Hűség                                          | –                                       | Vertigo Média Kft.          | Szekeres Csaba          | – |
| 6.    | Nem hagytak nyomokat                           | Zeby nie bylo sladów                    | Przemysław Chruścielewski   | Jan P. Matuszyński      | Agnieszka Grochowska, Tomasz Ziętek, Tomasz Kot, Mateusz Górski, Robert Wieckiewicz |
| 13.   | A Halloween véget ér                           | Halloween Ends                          | Universal Pictures          | David Gordon Green      | Jamie Lee Curtis, Andi Matichak, Rohan Campbell, Will Patton, Kyle Richards, James Jude Courtney |
| 13.   | Hogyan tegyünk boldoggá egy nőt                | How to Please a Woman                   | Feisty Dame Productions     | Renée Webster           | Sally Phillips, Caroline Brazier, Erik Thomson, Tasma Walton, Alexander England |
| 13.   | Ma már holnap van                              | Ma nuit                                 | Epicentre Films             | Antoinette Boulat       | Lou Lampros, Tom Mercier, Carmen Kassovitz, Lucie Saada, Angelina Woreth |
| 13.   | Szent pók                                      | Holy Spider                             | Metropolitan Filmexport     | Ali Abbasi              | Mehdi Bajestani, Zar Amir Ebrahimi, Arash Ashtiani, Forouzan Jamshidnejad, Alice Rahimi |
| 13.   | Múlt és jelen: Vizeink az ember kezében        | –                                       | Pannonia Entertainment Ltd. | Fehér Zoltán            | Fekete Ernő (narrátor) |
| 20.   | Black Adam                                     | Black Adam                              | Warner Bros. Pictures       | Jaume Collet-Serra      | Dwayne Johnson, Aldis Hodge, Noah Centineo, Sarah Shahi, Marwan Kenzari, Quintessa Swindell, Bodhi Sabongui, Pierce Brosnan |
| 20.   | Blokád                                         | –                                       | InterCom Zrt.               | Tősér Ádám              | ifj. Vidnyánszky Attila, Seress Zoltán, Gáspár Tibor, Szacsvay László, Tóth Ildikó |
| 20.   | Fűző                                           | Corsage                                 | Alamode Film                | Marie Kreutzer          | Vicky Krieps, Florian Teichtmeister, Katharina Lorenz, Jeanne Werner, Alma Hasun, Manuel Rubey, Finnegan Oldfield, Aaron Friesz, Rosa Hajjaj, Lilly Marie Tschörtner, Colin Morgan                                                                   |
| 20.   | Mrs. Harris Párizsba megy                      | Mrs. Harris Goes to Paris               | Universal Pictures          | Anthony Fabian          | Lesley Manville, Isabelle Huppert, Lambert Wilson, Alba Baptista, Lucas Bravo, Ellen Thomas, Rose Williams, Jason Isaacs |
| 20.   | Tad, az elveszett felfedező és a smaragd tábla | Tadeo Jones 3: La Maldición de la Momia | Paramount Pictures          | Enrique Gato            | Óscar Barberán, Michelle Jenner, Tito Valverde, Alexandra Jiménez, Cecilia Suárez, José Corbacho, Luis Posada |
| 20.   | Toldi – A mozifilm                             | –                                       | Mozinet                     | Jankovics Marcell       | Széles Tamás (mesélő) |
| 21.   | Exhibition on Screen: Napraforgók              | Exhibition on Screen: Sunflowers        |                             | David Bickerstaff       | – |
| 27.   | Amszterdam                                     | Amsterdam                               | 20th Century Studios        | David O. Russell        | Christian Bale, Margot Robbie, John David Washington, Chris Rock, Anya Taylor-Joy, Zoë Saldana, Mike Myers, Michael Shannon, Timothy Olyphant, Andrea Riseborough, Taylor Swift, Matthias Schoenaerts, Alessandro Nivola, Rami Malek, Robert De Niro |
| 27.   | Az iker                                        | The Twin                                | RLJE Films                  | Taneli Mustonen         | Teresa Palmer, Steven Cree, Barbara Marten, Tristan Ruggeri |
| 27.   | Démoni fény                                    | The Devil's Light                       | Lionsgate                   | Daniel Stamm            | Jacqueline Byers, Colin Salmon, Christian Navarro, Lisa Palfrey, Nicholas Ralph Ben Cross, Virginia Madsen |
| 27.   | Hétköznapi kudarcok                            | Běžná selhání                           | Bontonfilm                  | Cristina Grosan         | Kerekes Vica, Petra Bučková, Jana Stryková, Tatjana Medvecká, Tereza Hofová |
| 27.   | Krokodili                                      | Lyle, Lyle, Crocodile                   | Sony Pictures Releasing     | Will Speck, Josh Gordon | Javier Bardem, Constance Wu, Winslow Fegley, Scoot McNairy, Brett Gelman, Shawn Mendes |
| 27.   | Pil – Neveletlen királylány                    | Pil                                     | SND Groupe M6               | Julien Fournet          | Kaycie Chase, Paul Borne, Julien Crampon, Pierre Tessier, Gauthier Battoue |

### November
| Dátum | Magyar cím                           | Eredeti cím                    | Filmstúdió            | Rendező                                | Főszereplők |
| ----- | ------------------------------------ | ------------------------------ | --------------------- | -------------------------------------- | --- |
| 3.    | A sellő és a Napkirály               | The King's Daughter            | Gravitas Ventures     | Sean McNamara                          | Pierce Brosnan, Kaya Scodelario, Benjamin Walker, William Hurt, Rachel Griffiths, Fan Bingbing                                                               |
| 3.    | A tölgy – Az erdő szíve              | Le chêne                       | –                     | Laurent Charbonnier, Michel Seydoux    | – |
| 3.    | Ennio Morricone                      | Ennio                          | Lucky Red             | Giuseppe Tornatore                     | Ennio Morricone |
| 3.    | Közel                                | Close                          | Lumière               | Lukas Dhont                            | Eden Dambrine, Gustav de Waele, Émilie Dequenne, Léa Drucker, Kevin Janssens                                                                                 |
| 3.    | Semmi                                | Intet                          | Dansk Snørkeltræ      | Trine Piil Christensen, Seamus McNally | Vivelill Søgaard Holm, Maya Louise Skipper Gonzales, Harald Kaiser Hermann, Sigurd Philip Dalgas, Ellen Fensbo                                               |
| 3.    | Szimpla manus                        | –                              | Vertigo Média Kft.    | Magyar Attila                          | Hajdu Steve, Györgyi Anna, Sütő András, Kálloy Molnár Péter, Zsurzs Kati                                                                                     |
| 3.    | Stasi – Állambiztonsági Komisztérium | Stasikomödie                   | Constantin Film       | Leander Haußmann                       | David Kross, Antonia Bill, Christopher Nell, Deleila Piasko, Jörg Schüttauf                                                                                  |
| 10.   | A kis Winnetou                       | Der junge Häuptling Winnetou   | Leonine Distribution  | Mike Marzuk                            | Mika Ullritz, Milo Haaf, Lola Linnéa Padotzke, Mehmet Kurtuluş, Anatole Taubman                                                                              |
| 10.   | Fekete Párduc 2.                     | Black Panther: Wakanda Forever | Marvel Studios        | Ryan Coogler                           | Letitia Wright, Lupita Nyong’o, Danai Gurira, Winston Duke, Dominique Thorne, Florence Kasumba, Michaela Coel, Tenoch Huerta, Martin Freeman, Angela Bassett |
| 10.   | Ki kutyája vagyok én?                | –                              | –                     | Lakatos Róbert                         | – |
| 10.   | Tündéri bajkeverő                    | My Fairy Troublemaker          | Telepool              | Caroline Origer                        | Justin Daniels Anene, Alex Avenell, John Chadwick, Jella Haase, Tammo Kaulbarsch                                                                             |
| 17.   | Jóreménység-sziget                   | –                              | –                     | Ljasuk Dimitry                         | Ljasuk Dimitry, Baranyák Béla, Dorogi Fernanda, Molnár Barnabás, Papp János                                                                                  |
| 17.   | A menü                               | The Menu                       | Searchlight Pictures  | Mark Mylod                             | Ralph Fiennes, Anya Taylor-Joy, Nicholas Hoult Hong Chau, Janet McTeer, Judith Light, John Leguizamo                                                         |
| 17.   | Azt mondta                           | She Said                       | Universal Pictures    | Maria Schrader                         | Carey Mulligan, Zoe Kazan, Patricia Clarkson, Andre Braugher, Jennifer Ehle                                                                                  |
| 17.   | Párcserés játszma                    | El juego de las llaves         | Warner Bros. Pictures | Vicente Villanueva                     | Eva Ugarte, Miren Ibarguren, Fernando Guallar, Tamar Novas, María Castro                                                                                     |
| 17.   | Veszélyes lehet a fagyi              | –                              | Mozinet               | Szilágyi Fanni                         | Stork Natasa, Patkós Márton, Szabó Máté, Bódi Magdi |
| 17.   | Rosszul vagyok magamtól              | Sick of Myself                 | Film i Väst           | Kristoffer Borgli                      | Kristine Kujath Thorp, Eirik Sæther, Fanny Vaager, Fredrik Stenberg Ditlev-Simonsen, Sarah Francesca Brænne, Ingrid Vollan                                   |
| 24.   | Fura világ                           | Strange World                  | Walt Disney Pictures  | Don Hall                               | Jake Gyllenhaal, Dennis Quaid, Jaboukie Young-White, Gabrielle Union, Lucy Liu                                                                               |
| 24.   | Fiú a mennyből                       | Boy from Heaven                | Atmo Production       | Tarik Saleh                            | Tawfeek Barhom, Fares Fares, Mohammad Bakri, Makram Khoury, Mehdi Dehbi, Moe Ayoub, Sherwan Haji, Ahmed Lassaoui, Jalal Altawil, Ramzi Choukair              |

### December
| Dátum | Magyar cím                                                | Eredeti cím                                                  | Filmstúdió                  | Rendező                             | Főszereplők |
| ----- | --------------------------------------------------------- | ------------------------------------------------------------ | --------------------------- | ----------------------------------- | --- |
| 1.    | A mi Kodályunk 2. rész – Psalmus Hungaricus               | –                                                            | Pannonia Entertainment Ltd. | Petrovics Eszter                    | Kaszás Gergő (narrátor) |
| 1.    | A stand up királynője                                     | Comedy Queen                                                 | SF Studios                  | Sanna Lenken                        | Jasmin Ashkani, Tyra Askerlund, Nick Basiri, Frida Beckman, Felicia Bernholtz                                                                                            |
| 1.    | Isten földje                                              | Volaða land                                                  | Snowglobe Films             | Hlynur Pálmason                     | Elliott Crosset Hove, Ingvar Eggert Sigurðsson |
| 1.    | Vérapó                                                    | Violent Night                                                | Universal Pictures          | Tommy Wirkola                       | David Harbour, John Leguizamo, Cam Gigandet, Alex Hassell, Alexis Louder, Leah Brady, Edi Patterson, Beverly D’Angelo                                                    |
| 1.    | Larry                                                     | –                                                            | Mozinet                     | Bernáth Szilárd                     | Thuróczy Szabolcs, Vilmányi Benett, Szandtner Anna |
| 7.    | Aki legyőzte az időt – Keleti Ágnes                       | —                                                            | Budapest Film               | Oláh Kata                           | – |
| 7.    | Alcarrás                                                  | Alcarrás                                                     | I Wonder Pictures           | Carla Simón                         | Jordi Pujol Dolcet, Anna Otin, Xènia Roset, Albert Bosch, Ainet Jounou                                                                                                   |
| 7.    | Átjáróház                                                 | –                                                            | InterCom Zrt.               | Madarász Isti                       | Rujder Vivien, Bárnai Péter, Kútvölgyi Erzsébet, Dobó Kata, Árpa Attila, Kulka János, Varga Veronika                                                                     |
| 7.    | Csizmás, a kandúr: Az utolsó kívánság                     | Puss in Boots: The Last Wish                                 | Universal Pictures          | Joel Crawford                       | Antonio Banderas, Salma Hayek, Olivia Colman, Harvey Guillén, Samson Kayo, Wagner Moura, Anthony Mendez, John Mulaney, Florence Pugh, Da’Vine Joy Randolph, Ray Winstone |
| 15.   | A látogatás                                               | Gæsterne                                                     | Nordisk Film                | Christian Tafdrup                   | Morten Burian, Sidsel Siem Koch, Fedja van Huêt, Karina Smulders, Liva Forsberg, Marius Damslev                                                                          |
| 15.   | A titokzatos nő                                           | 헤어질 결심                                                  | CJ Entertainment            | Pak Cshanuk                         | Tang Vej, Park Hae-il, I Dzsonghjon, Pak Jongu, Ko Kjongphjo |
| 15.   | Exhibition on Screen: Pissarro, az impresszionizmus atyja | Exhibition on Screen: Pissarro, az impresszionizmus atyja    | –                           | David Bickerstaff                   | – |
| 15.   | Avatar: A víz útja                                        | Avatar: The Way of Water                                     | 20th Century Studios        | James Cameron                       | Sam Worthington, Zoë Saldana, Sigourney Weaver, Stephen Lang, Kate Winslet                                                                                               |
| 22.   | Az új játék                                               | Le nouveau jouet                                             | Sony Pictures Entertainment | James Huth                          | Jamel Debbouze, Anna Cervinka, Daniel Auteuil, Simon Faliu, Anna Cervinka                                                                                                |
| 22.   | I Wanna Dance With Somebody – Whitney Houston története   | I Wanna Dance with Somebody                                  | Sony Pictures Releasing     | Kasi Lemmons                        | Naomi Ackie, Stanley Tucci, Nafessa Williams, Tamara Tunie, Ashton Sanders, Clarke Peters                                                                                |
| 22.   | Mások gyerekei                                            | Les enfants des autres                                       | Les Films Velvet            | Rebecca Zlotowski                   | Virginie Efira, Roschdy Zem, Victor Lefebvre, Chiara Mastroianni, Callie Ferreira-Goncalves                                                                              |
| 22.   | Teddy mackó karácsonya                                    | Teddybjørnens jul                                            | Fantefilm                   | Andrea Eckerbom                     | Marte Klerck-Nilssen, Mariann Hole, Medina Iqbal, Lene Kongsvik Johansen, Nader Khademi                                                                                  |
| 22.   | Valaki hall engem                                         | On est fait pour s'entendre                                  | Jérico Films                | Pascal Elbé                         | Sandrine Kiberlain, Pascal Elbé, Valérie Donzelli, Emmanuelle Devos, François Berléand                                                                                   |
| 29.   | A Zsémbes – Egy Escort nyomában                           | Mielensäpahoittaja Eskorttia etsimässä                       | Nordisk Film                | Mika Kaurismäki                     | Rosalie Thomass, Kari Väänänen, Mari Perankoski, Ville Tiihonen, Iikka Forss                                                                                             |
| 29.   | A kis Nicolas – Eljött a boldogság ideje!                 | Le petit Nicolas: Qu'est-ce qu'on attend pour être heureux ? | Onyx Films                  | Amandine Fredon, Benjamin Massoubre | Alain Chabat, Laurent Lafitte, Simon Faliu, Marc Arnaud, Alban Aumard |
| 29.   | A varázsfuvola                                            | The Magic Flute                                              | Centropolis Entertainment   | Florian Sigl                        | Jack Wolfe, Iwan Rheon, F. Murray Abraham, Amir Wilson, Stéfi Celma, Teddy Teclebrhan, Niamh McCormack, Sabine Devieilhe, Morris Robinson, Rolando Villazón              |

## Moziban nem játszott filmek
| Dátum      | Magyar cím                          | Eredeti cím                       | Rendező                       | Főszereplők |
| ---------- | ----------------------------------- | --------------------------------- | ----------------------------- | --- |
| január 14. | Hotel Transylvania – Transzformánia | Hotel Transylvania: Transformania | Jennifer Kluska, Derek Drymon | Andy Samberg, Selena Gomez, Kathryn Hahn, Jim Gaffigan, Steve Buscemi, Molly Shannon, David Spade, Keegan-Michael Key, Brian Hull, Fran Drescher, Brad Abrell, Asher Blinkoff |
| január 22. | Kék róka                            | –                                 | Pacskovszky József            | Zsigmond Emőke, Száraz Dénes, Fekete Ernő, Schmied Zoltán, Sodró Eliza |

## Díjak, fesztiválok
- 94. Oscar-gála

legjobb film: CODA
legjobb nemzetközi játékfilm: Vezess helyettem
legjobb rendező: Jane Campion – A kutya karmai közt
legjobb női főszereplő: Jessica Chastain – Tammy Faye szemei
legjobb férfi főszereplő: Will Smith – Richard király
legjobb női mellékszereplő: Ariana DeBose – West Side Story
legjobb férfi mellékszereplő: Troy Kotsur – CODA
- 79. Golden Globe-gála

legjobb drámai film: A kutya karmai közt
legjobb komédia vagy musical: West Side Story
legjobb idegen nyelvű film: Vezess helyettem
legjobb rendező: Jane Campion – A kutya karmai közt
legjobb színésznő (dráma): Nicole Kidman – Az élet Ricardóéknál
legjobb férfi színész (dráma): Will Smith – Richard király
legjobb színésznő (komédia vagy musical): Rachel Zegler – West Side Story
legjobb férfi színész (komédia vagy musical): Andrew Garfield – Tick, Tick... Boom!
- 35. Európai Filmdíj-gála

legjobb film: A szomorúság háromszöge
legjobb filmvígjáték: A jó főnök
legjobb rendező: Ruben Östlund – A szomorúság háromszöge
legjobb színésznő: Vicky Krieps – Fűző
legjobb színész: Zlatko Burić – A szomorúság háromszöge
Legjobb forgatókönyvíró: Ruben Östlund – A szomorúság háromszöge
- 47. César-gála

legjobb film: Elveszett illúziók
legjobb külföldi film: Az apa
legjobb rendező: Leos Carax – Annette
legjobb színész: Benoît Magimel – Amíg lehet
legjobb színésznő: Valérie Lemercier – Aline – A szerelem hangja
- 75. BAFTA-gála

legjobb film: A kutya karmai közt
legjobb brit film: Belfast
legjobb nem angol nyelvű film: Vezess helyettem
legjobb rendező: Jane Campion – A kutya karmai közt
legjobb női főszereplő: Joanna Scanlan – Szerelem után
legjobb férfi főszereplő: Will Smith – Richard király
- 42. Arany Málna-gála

legrosszabb film: Diana: A musical
legrosszabb remake: Space Jam: Új kezdet
legrosszabb rendező: Christopher Ashley – Diana: A musical
legrosszabb női főszereplő: Jeanna de Waa – Diana: A musical
legrosszabb férfi főszereplő: LeBron James – Space Jam: Új kezdet
- 75. Cannes-i Fesztivál

Arany Pálma: A szomorúság háromszöge – rendező: Ruben Östlund
Nagydíj (megosztva):
Közel – rendező: Lukas Dhont
Stars at Noon – rendező: Claire Denis
75. évfordulós díj: Tori et Lokita – rendező: Jean-Pierre és Luc Dardenne
A zsűri díja (megosztva):
EO – rendező: Jerzy Skolimowski
Nyolc hegy – rendező: Charlotte Vandermeersch, Felix Van Groeningen
Legjobb rendezés díja: Pak Cshanuk (박찬욱, Park Chan-wook) – A titokzatos nő (Hoiocsil gjolszim (헤어질 결심, He-eo-jil kyeol-sim))
Legjobb női alakítás díja: Zahra Amir Ebráhimi – Szent pók
Legjobb férfi alakítás díja: Szong Gangho (송강호, Song Kang-ho) – Broker
Legjobb forgatókönyv díja: Tarik Saleh – Fiú a mennyből

## Halálozások
- január 5. Joan Copeland – amerikai színésznő
- január 6.
  - Peter Bogdanovich – amerikai filmrendező, forgatókönyvíró, producer, színész, író
  - Sidney Poitier – Oscar-díjas amerikai színész, filmrendező
- január 9. Bob Saget – amerikai humorista, színész
- január 13. Jean-Jacques Beineix – francia filmrendező
- január 19.
  - Gaspard Ulliel – francia színész
  - Hardy Krüger – német színész
- január 20. Meat Loaf – amerikai színész
- január 21. Louie Anderson – amerikai humorista
- január 23. Mokány Csaba – szlovákiai magyar színész, rendező
- február 3. Monica Vitti – olasz színésznő
- február 6. Tóth Tamás – erdélyi magyar színész
- február 7. Margarita Lozano – spanyol színésznő
- február 12. Ivan Reitman – csehszlovákiai születésű kanadai filmrendező, producer és forgatókönyvíró
- február 16. Dorce Gamalama – indonéz énekesnő, színésznő
- február 17. Hollai Kálmán – színművész
- február 23. Lippai László – színművész, szinkronszínész
- február 24. Sally Kellerman – amerikai színésznő
- március 13.
  - William Hurt – Oscar-díjas amerikai színész
  - Ľubomír Roman – szlovák színész
- március 28. Raquel Pankowsky – mexikói színésznő
- március 29. Hildebrand István – Kossuth-díjas operatőr, a nemzet művésze
- április 2. Mantas Kvedaravičius –   litván filmkészítő
- április 5. Nehemiah Persoff – amerikai színész
- április 6. Rae Allen – amerikai színésznő
- április 12. Gilbert Gottfried – amerikai humorista, színész
- április 17. Catherine Spaak – francia színésznő, énekesnő
- április 21.
  - Jacques Perrin – francia színész, rendező, producer
  - Renate Holm – német-osztrák opera-énekesnő, színésznő
- május 8. Fred Ward – amerikai színész
- május 16. Josef Abrhám – cseh színész
- május 25. Gyarmathy Lívia – Kossuth-díjas filmrendező
- május 26. Ray Liotta – amerikai színész
- május 28. Haumann Péter – Kossuth-díjas színművész, a nemzet színésze
- május 30. Milton Gonçalves – brazil színész
- június 3. Elek Károly – romániai magyar táncos-komikus színész
- június 10. Quitt László – színész, képzőművész, karikaturista
- június 17. Jean-Louis Trintignant – francia színész
- június 26. Frank Williams – angol színész
- június 28. Cüneyt Arkın – török színész
- július 2.
  - Peter Brook – angol filmrendező
  - Susana Dosamantes – mexikói színésznő
- július 6. James Caan – amerikai színész
- július 8.
  - Tony Sirico – amerikai színész
  - Gregory Itzin – amerikai színész
- július 13. Charlotte Valandrey – francia színésznő, írónő
- július 18. Danièle Graule – francia színésznő, énekesnő
- július 20. Peczkay Endre – színművész
- július 24. David Warner – angol színművész
- július 27. Mary Alice – amerikai színésznő
- július 28. Bernard Cribbins – angol színész, énekes, humorista
- július 30. Nichelle Nichols – amerikai színésznő
- július 31. John Steiner – brit színész
- augusztus 1. Katkics Ilona – filmrendező, forgatókönyvíró
- augusztus 8. Olivia Newton-John – angol-ausztrál énekesnő, színésznő
- augusztus 9. Nicholas Evans – angol forgatókönyvíró, filmproducer
- augusztus 11. Manuel Ojeda – mexikói színész
- augusztus 12.
  - Anne Heche – amerikai színésznő
  - Wolfgang Petersen – német filmrendező, forgatókönyvíró, filmproducer
- augusztus 16. Eva-Maria Hagen – német színésznő, énekesnő
- augusztus 20. Balla Miklós – színész
- szeptember 6. Just Jaeckin – francia filmrendező, forgatókönyvíró
- szeptember 7. Marsha Hunt – amerikai színésznő, modell
- szeptember 11. Alain Tanner – svájci filmrendező, forgatókönyvíró
- szeptember 13. Jean-Luc Godard – francia-svájci filmrendező
- szeptember 14. Irene Papas – görög színésznő
- szeptember 15. Rák József – operatőr, rendező, egyetemi tanár
- szeptember 23. Louise Fletcher – Oscar-díjas amerikai színésznő
- szeptember 24. Kitten Natividad – mexikói-amerikai filmszínésznő
- szeptember 30. Mester István – énekes, színész
- október 2. Sacheen Littlefeather – amerikai színésznő
- október 3. Vagyóczky Tibor operatőr, egyetemi tanár
- október 9. Eileen Ryan – amerikai színésznő
- október 11. Angela Lansbury – brit-amerikai színésznő
- október 14. Robbie Coltrane – skót színész
- október 20. Bursi Katalin – szinkronrendező
- október 25.
  - Korcsmáros György – Jászai Mari-díjas színész, rendező
  - Maros Gábor – színész, operaénekes
- november 7. Leslie Phillips – angol színész
- november 21. Sipos Áron – filmproducer
- november 24. Arányi Adrienn – Aase-díjas színésznő
- november 25. Irene Cara – Oscar-díjas amerikai énekesnő, színésznő
- november 26. Sanda Toma – román színésznő
- november 30. Christiane Hörbiger – osztrák színésznő
- december 1. Mylène Demongeot – francia színésznő
- december 2. Al Strobel – amerikai színész
- december 5. Kirstie Alley – Emmy-díjas amerikai színésznő
- december 6.
  - Ferenczy Anna – szlovákiai magyar színésznő
  - Mizuki Icsiró – japán énekes, színész
- december 7. Jan Nowicki – lengyel színész
- december 12. Stuart Margolin – Emmy-díjas amerikai színész, rendező
- december 13. Sándor Júlia – színésznő
- december 14. Haydée Padilla – argentin színésznő